# Casale Monferrato
Casale Monferrato – miasto i gmina we Włoszech, w regionie Piemont, w prowincji Alessandria.
Według danych na styczeń 2010 gminę zamieszkiwały 35 993 osoby przy gęstości zaludnienia 417,0 os./1 km².
Urodził tu się dyplomata papieski abp Carlo Montagnini.

## Historia
- w okresie od XIV do XVIII wieku była to rezydencja książąt Monferratu, od X wieku także markizów.

## Zabytki
- katedra San Evasio, romańsko-gotycki, pięcionawowy kościół z charakterystyczną, potężną XII wieczną kruchtą. Wewnątrz znajdują się dzieła rzeźbiarzy z Lombardii, drewniany krucyfiks obity srebrną blachą oraz mozaiki na posadzce w przejściu koło chóru
- kościół San Domenico zbudowany w 1472 w stylu późnogotyckim. Znajduje się tu renesansowy portal i barokowy chór (z 1745)
- Palazzo Treville, zbudowany w 1714
- Palazzo Gozzani, obecnie ratusz miejski
- synagoga do której przylega Museo Israelitico
- fort z przełomu XV i XVI wieku.